# Masyaf

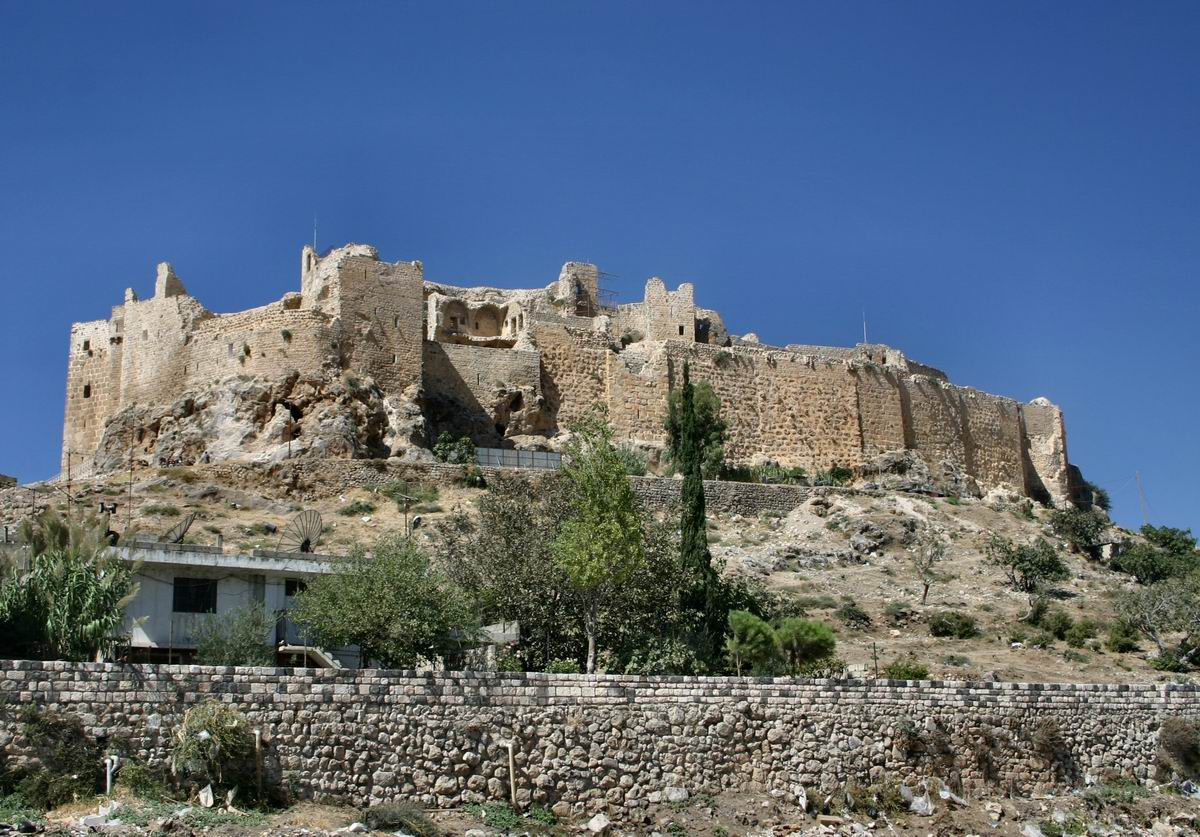
Masyafs borg.

Masyaf (arabiska مصياف) är en stad i Syrien, känd för sin stora medeltida borg. Staden är belägen i provinsen Hama och hade 22 508 invånare vid folkräkningen 2004.

## Borgen
Borgens historia går tillbaka till den bysantinska eran. Den ligger cirka 60 kilometer väster om staden Hama. Syftet med den var att skydda handelslinjer till städer längre in i landet. Borgen ligger ungefär 20 meter ovanför den omgivande marken.
Bevis tyder på att grunden och de lägre våningarna av borgen är av bysantinskt ursprung. Fler våningar lades till av Nizāriyya Ismā'īlī, mamluker och osmaner. Borgen togs över av Ismā'īlīs år 1141 ifrån Sanqur och blev senare övertagen av Rashid al-Din. Masyaf och staden runt omkring fungerade som huvudstad för ett nizāriyyaemirat från mitten av 1100-talet till slutet av 1200-talet. Saladin belägrade den i maj 1176 men belägringen varade inte länge och det slutade med en vapenvila. Nyliga forskningar[källa behövs] tyder på att assassinerna höll borgen vid den tidpunkten.
År 1260 blev borgen belägrad av mongolerna. Senare samma år i september, drev nizāriyyaerna allierade med mamlukererna ut mongolerna och återtog slottet. Baibars tog över borgen i februari 1270. 1830 gjordes en osmansk expedition ledd av Ibrahim Pascha till området, vilket åsamkade viss skada på borgen. En renovering av borgen, finansierad av Aga Khan IV, påbörjades år 2000.

## Skildringar i media
En ganska exakt skildring av borgen som den var år 1191 gjordes i spelet Assassin's Creed.